# Wandilla
Die Wandilla war ein 1913 in Dienst gestelltes Passagierschiff der australischen Reederei Adelaide Steamship Company, das in beiden Weltkriegen als Hospitalschiff eingesetzt wurde. Die Wandilla wurde 1921 verkauft und sank 1942 bei einem alliierten Luftangriff an der Küste Libyens.

## Geschichte
Das 7.785 BRT große Dampfschiff Wandilla wurde auf der Werft William Beardmore and Company im schottischen Dalmuir gebaut und lief am 25. Mai 1912 vom Stapel. Das 125,36 Meter lange und 17,28 Meter breite Schiff wurde für die Adelaide Steamship Company, die ihren Sitz in Adelaide hatte, gebaut. Sie war mit zwei Vierfachexpansions-Dampfmaschinen ausgestattet, die 1374 nominale Pferdestärken leisteten und mit denen eine Höchstgeschwindigkeit von 16 Knoten (29,6 km/h) erreicht werden konnte.
Die Wandilla hatte zwei Schwesterschiffe, die bei derselben Werft gebaut wurden: Die Warilda (7.713 BRT), die am 3. August 1918 im Ärmelkanal von einem deutschen U-Boot versenkt wurde und die Willochra (7.784 BRT), die am 18. Dezember 1929 nach einer Kollision mit der Algonquin der Clyde-Mallory Line im New Yorker Hafen sank. Die drei aus Stahl gebauten Schiffe hatten je einen Schornstein, zwei Masten, zwei Propeller und waren mit Passagierunterkünften für 231 Passagiere der Ersten, 120 der Zweiten und 72 der Dritten Klasse ausgestattet. Die Wandilla wurde für den Passagierverkehr von Fremantle nach Sydney genutzt.

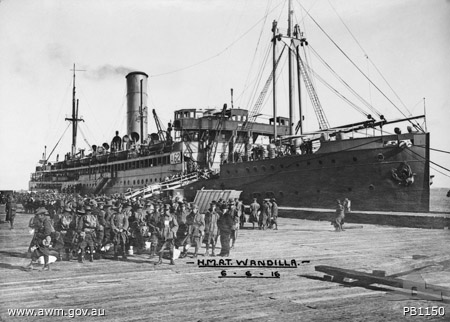
Als HMAT Wandilla im Hafen von Melbourne (1916)

Im Ersten Weltkrieg wurden viele Schiff der Adelaide Steamship Company von der Royal Australian Navy für den Kriegsdienst eingezogen und erhielten den Namenszusatz HMAT (His Majesty’s Australian Transport). Die Wandilla wie auch die Warilda wurden als Hospitalschiffe und die Willochra und die Grantala als Truppentransporter verwendet. Die Wandilla wurde ab 1916 im Ärmelkanal und später im Mittelmeer eingesetzt. 1918 wurde das Schiff wieder der Adelaide Steamship Company übergeben, die aber keine Verwendung mehr dafür hatte.
1921 wurde die Wandilla von der Bermuda & West Indies Steamship Company, einer neu gegründeten Abteilung von Furness, Withy & Co., gekauft und in Fort St. George umbenannt. Mit Platz für 380 Passagiere Erster Klasse und 50 Zweiter Klasse belieferte das Schiff fortan Hotels auf den Bermudas mit Frischwasser. Dazu wurden die Frachträume durch Wassertanks ersetzt. 1924 kollidierte der Dampfer mit der Olympic der White Star Line und wurde zur Reparatur aus dem Verkehr gezogen.
1935 wurde das Schiff an die italienische Reederei Lloyd Triestino verkauft und erhielt den Namen Cesarea. 1938 erfolgte die Umbenennung in Arno. 1940 wurde sie für die Regia Marina (die königliche italienische Marine) erneut in ein Hospitalschiff umgewandelt. Am 10. September 1942 sank sie 40 Meilen vor Tobruk an der libyschen Küste nach einem britischen Luftangriff. Sie wurde von einem Lufttorpedo eines Flugzeugs der Royal Air Force getroffen und sank auf der Position 33° 14′ N, 23° 23′ O.